# Tabanus flavitibiatus
Tabanus flavitibiatus är en tvåvingeart som beskrevs av Schuurmans Stekhoven 1926. Tabanus flavitibiatus ingår i släktet Tabanus och familjen bromsar. Inga underarter finns listade i Catalogue of Life.